# Daucus carota subsp. carota
Sous-espèce
Taxons de rang inférieur
- Daucus carota L., 1753 var. carota[1]

Daucus carota subsp. carota est la sous-espèce type de Daucus carota, espèce de plantes à fleurs de la famille des Apiaceae et du genre Daucus. Cette sous-espèce se nomme en français Daucus carotte, Carotte commune, Carotte marron, Carotte marronne ou Carotte sauvage.
Selon Albert Thellung (1927), la Carotte cultivée (Daucus carota subsp. sativus) est issue du croisement entre les sous-espèces carota et maximus. Deux caractères ne sont pas intermédiaires entre ceux des parents supposés, à savoir la racine charnue et les petites fleurs. Cependant, selon Thellung, « un fort développement des organes souterrains et une réduction de le fertilité sexuelle sont souvent des caractères secondaires et accessoires des hybrides ».

## Description

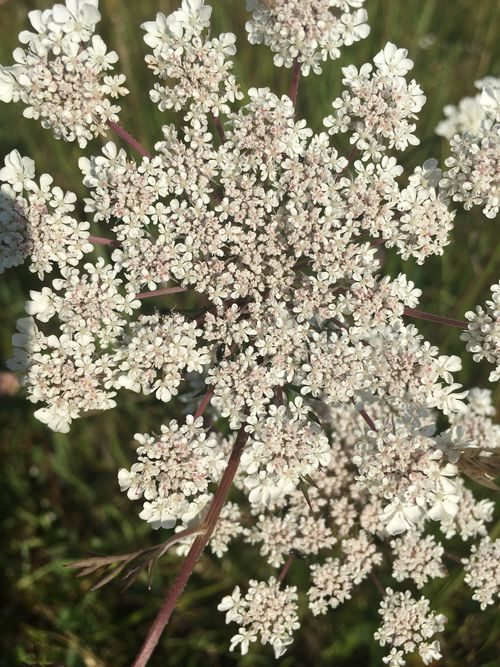
Ombelle presque plane, vue du dessus.
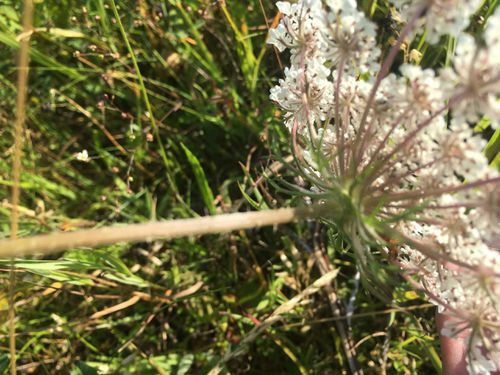
Ombelle presque plane, vue du dessous.
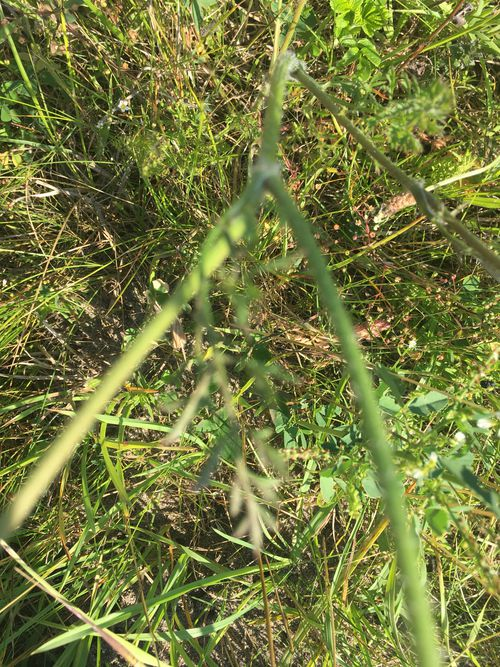
Tige et feuilles.

C'est une plante bisannuelle à racine grêle, fusiforme, dure et tenace, acre, non comestible. Ses feuilles sont toutes oblongues à ovées dans leur pourtour ; les lobes des feuilles inférieures sont disséqués en lanières profondément séparées, étroites, linéaires ou lancéolées, séparées les unes des autres par une distance égale à leur largeur. Les lobes des feuilles caulinaires sont elliptiques à lancéolés dans leur pourtour ; les lanières sont moins nombreuses, distantes, ordinairement très étroites, finement acuminées et terminées par un mucron grêle mais non aristiforme, dépassant rarement 1 ou 2 mm de longueur. Le pédoncule de l'ombelle est non sensiblement dilaté au sommet. Les ombelles, en pleine floraison, sont presque planes, munies généralement au centre d'une ou plusieurs fleurs d'un pourpre noirâtre. Les fleurs périphériques sont ordinairement rayonnantes. Les glochides au sommet des aiguillons du fruit sont au nombre de une ou deux.

## Synonymes
Selon GBIF (30 mars 2021), les noms qui suivent désignent tous la sous-espèce type de Daucus carota : ce sont des synonymes.
- Carota sativa Rupr.
- Carota sylvestris Rupr.
- Caucalis carnosa Roth
- Caucalis carota (L.) Crantz
- Caucalis carota (L.) Huds.
- Caucalis daucus Crantz
- Daucus abyssinicus C.A.Mey.
- Daucus agrestis Raf.
- Daucus alatus Poir.
- Daucus allionii Link
- Daucus australis Kotov
- Daucus bactrianus Bunge
- Daucus brevicaulis Raf.
- Daucus carota f. phyllophorus Merino
- Daucus carota subsp. dentatus (Bertol.) Fiori
- Daucus carota subsp. sylvestris (Mill.) Hyl.
- Daucus carota var. agrestis (Jord.) Rouy & E.G.Camus
- Daucus carota var. brachycentrus Maire
- Daucus carota var. excelsus Maire
- Daucus carota var. exiguus Sádaba & Angulo
- Daucus carota var. valentinus C.Vicioso
- Daucus communis var. marcidus (Timb.-Lagr.) Rouy & E.G.Camus, 1901
- Daucus commutatus Thell.
- Daucus dentatus Bertol.
- Daucus esculentus Salisb.
- Daucus exarmatus Korovin
- Daucus exiguus Steud.
- Daucus federicii Paolucci
- Daucus fernandezii Sennen
- Daucus gaditanus Boiss. & Reut.
- Daucus gingidium Georgi
- Daucus glaber Opiz
- Daucus glaber Opiz ex Celak.
- Daucus heterophylus Raf.
- Daucus kotovii Hiroe
- Daucus levis Raf.
- Daucus marcidus Timb.-Lagr.
- Daucus montanus Schmidt
- Daucus montanus Schmidt ex Nyman
- Daucus nudicaulis Raf.
- Daucus officinalis Gueldenst.
- Daucus officinalis Gueldenst. ex Ledeb.
- Daucus polygamus Gouan
- Daucus scariosus Raf.
- Daucus sciadophylus Raf.
- Daucus strigosus Raf.
- Daucus sylvestris Mill.
- Daucus vulgaris Garsault
- Durieua abyssinica (C.A.Mey.) Boiss.
- Platyspermum alatum (Poir.) Schult.